# 김승일 (체조 선수)
김승일(1985년 5월 9일~)은 대한민국의 기계 체조 선수로, 2004년과 2008년, 2012년 하계 올림픽에 참가했다.